# Katleja
Katleja (Cattleya Lindley) — rodzaj z rodziny storczykowatych obejmujący około 130 gatunków i 98 hybryd występujących w Ameryce Południowej. Posiadają najczęściej duże barwne kwiaty, które mogą mierzyć nawet 25 cm średnicy (Cattleya warscewiczii). Katleje krzyżuje się z innymi rodzajami storczykowatych, dzięki czemu uzyskuje się rośliny o efektownych kwiatach. Gatunkiem typowym jest C. labiata J. Lindley.

## Systematyka
Pozycja systematyczna według Angiosperm Phylogeny Website (aktualizowany system APG IV z 2016)
Jeden z rodzajów z podplemienia Laeliinae plemienia Epidendreae w obrębie podrodziny epidendronowych (Epidendroideae) z rodziny storczykowatych (Orchidaceae). Storczykowate są kladem bazalnym w rzędzie szparagowców Asparagales w obrębie jednoliściennych.
Pozycja w systemie Reveala (1994–1999)
Gromada okrytonasienne (Magnoliophyta Cronquist), podgromada Magnoliophytina Frohne & U. Jensen ex Reveal, klasa jednoliścienne (Liliopsida Brongn.), podklasa liliowe (Liliidae J.H. Schaffn.), nadrząd Lilianae Takht., rząd storczykowce (Orchidales Raf), podrząd Orchidineae Rchb., rodzina storczykowate (Orchidaceae Juss.), podplemię Cattleyinae Pfitzer, rodzaj katleja (Cattleya Lindl.).
Wykaz gatunków
- Cattleya aclandiae Lindl.

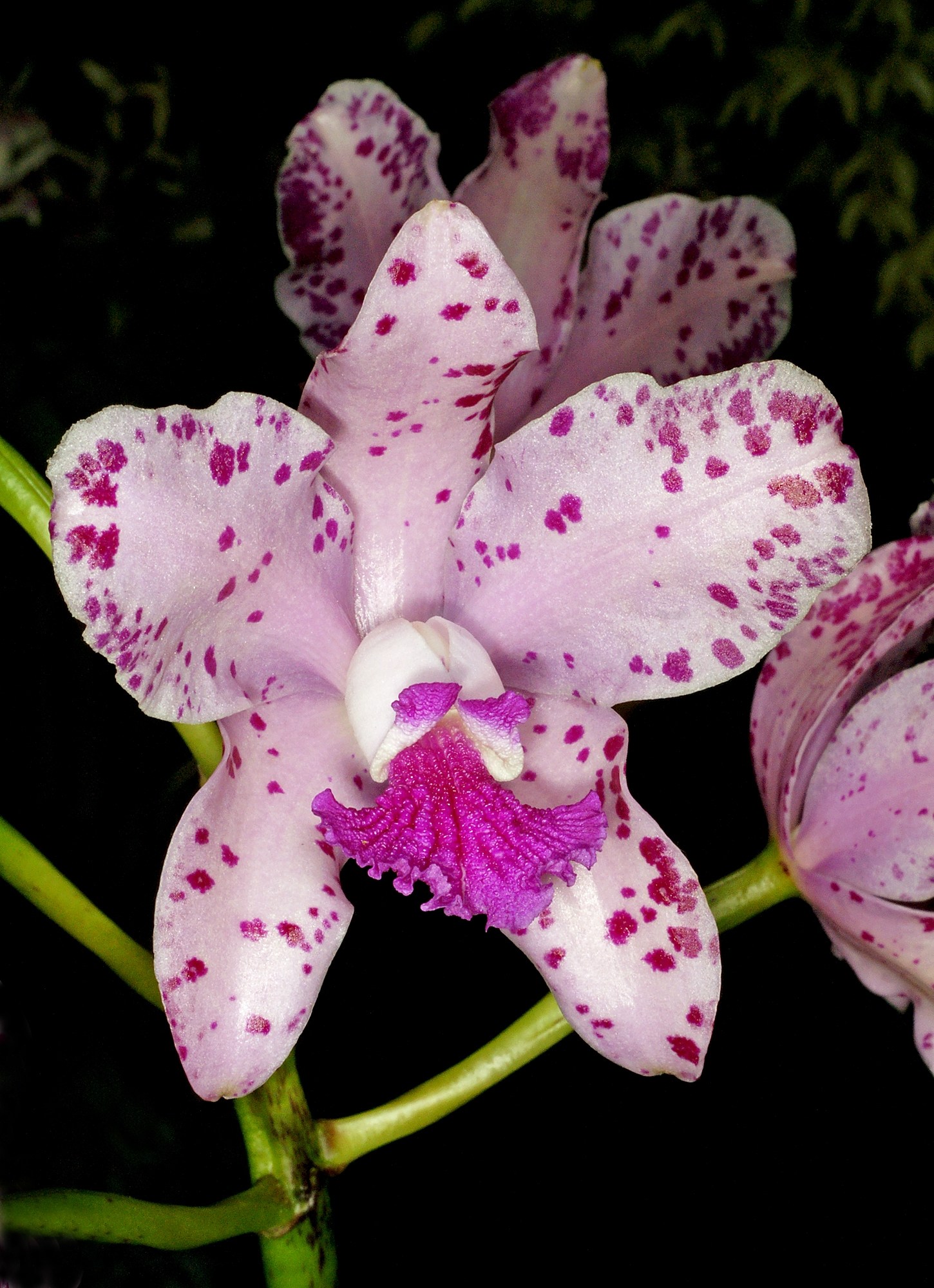
Cattleya amethystoglossa

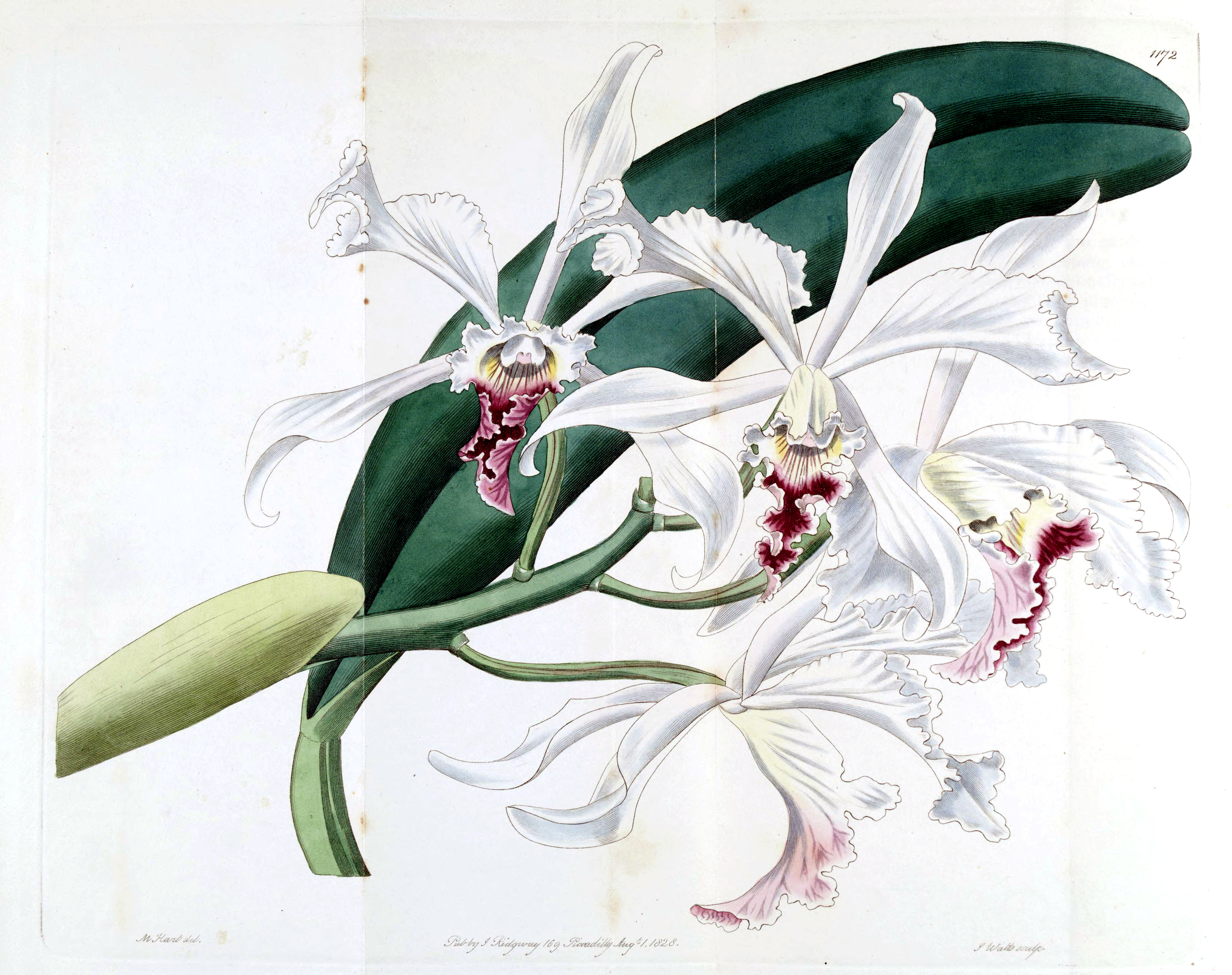
Cattleya crispa

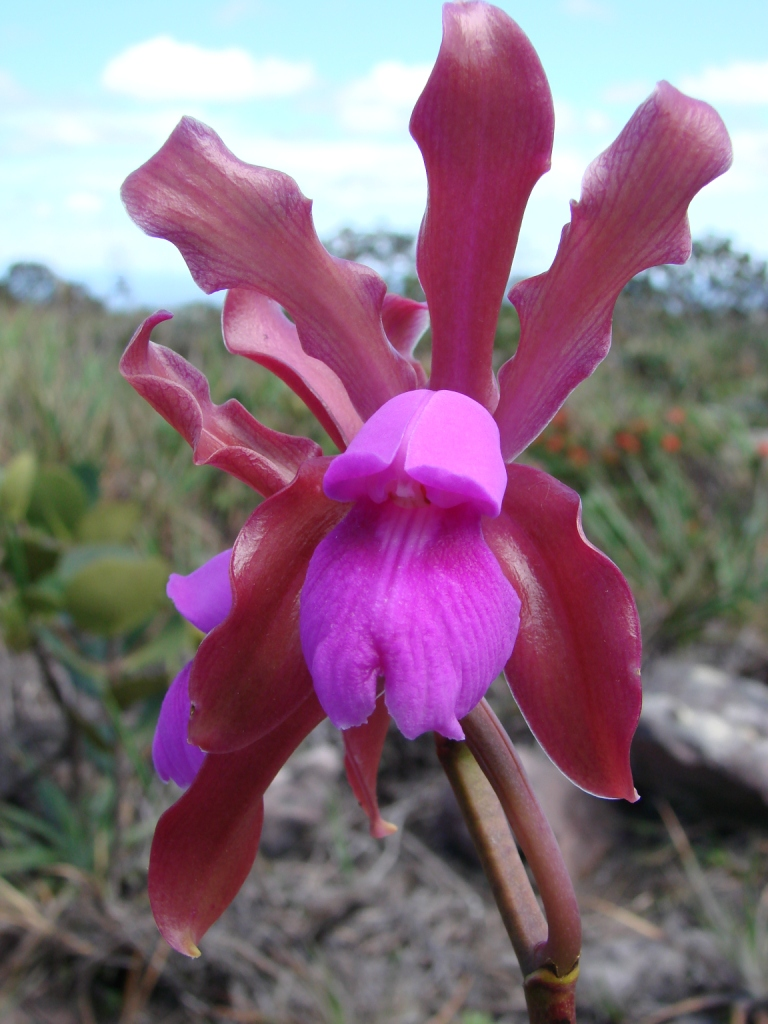
Cattleya elongata

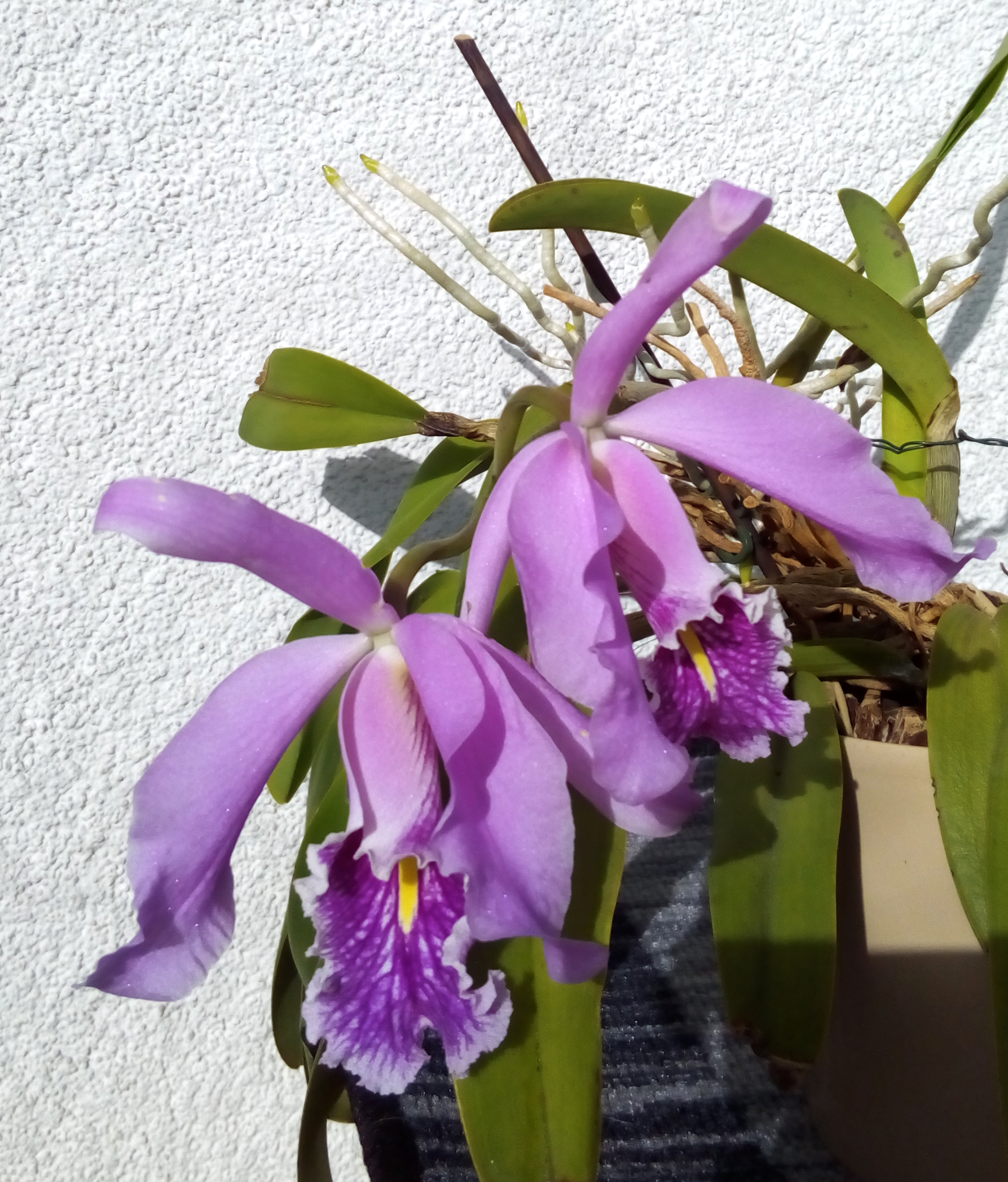
Cattleya maxima

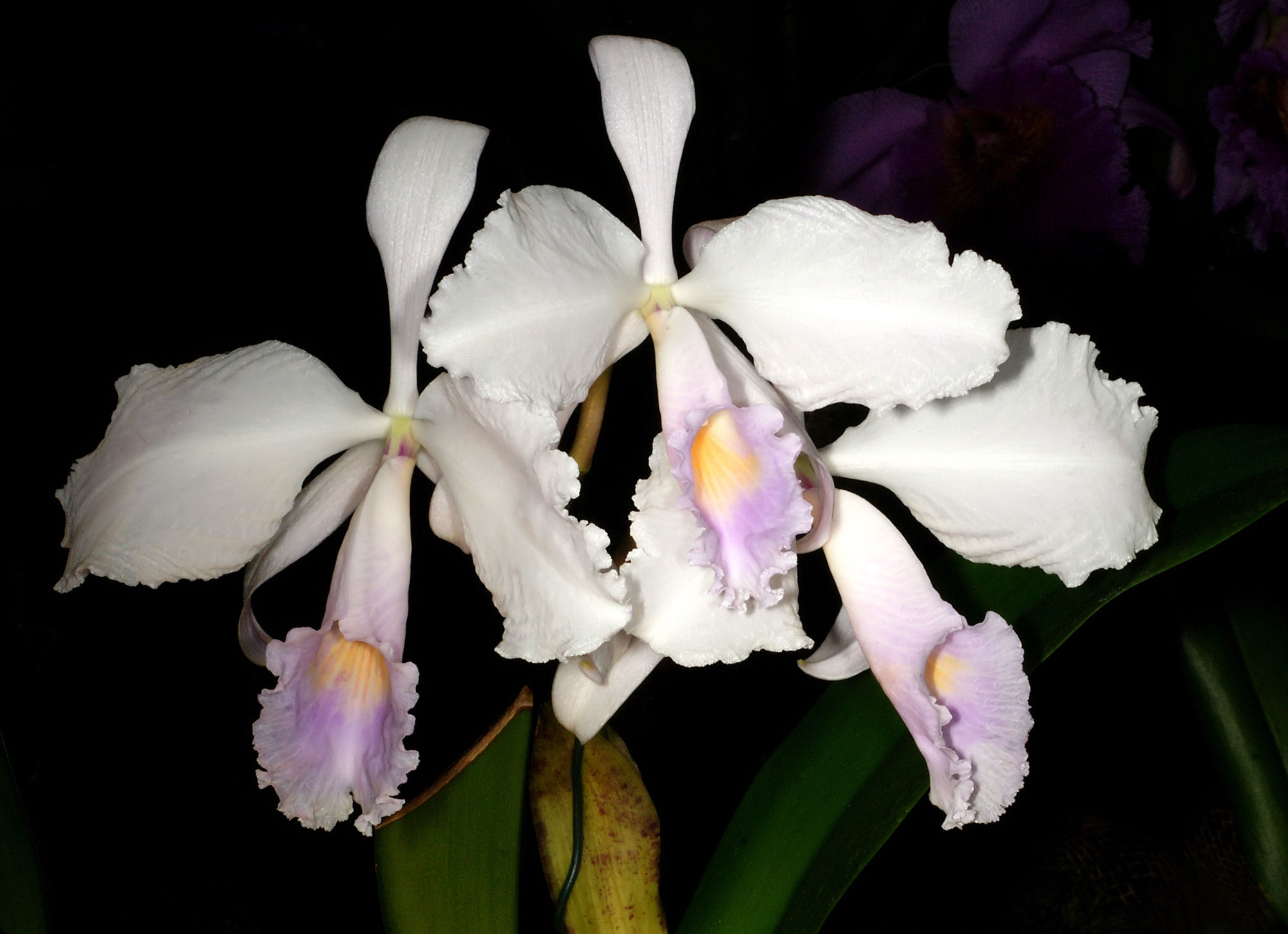
Cattleya schroederae

- Cattleya acuensis (Fowlie) Van den Berg
- Cattleya adelinae (V.P.Castro) Van den Berg
- Cattleya alagoensis (V.P.Castro & Chiron) Van den Berg
- Cattleya alaorii (Brieger & Bicalho) Van den Berg
- Cattleya alvarenguensis (Campacci) Van den Berg
- Cattleya alvaroana (F.E.L.Miranda) Van den Berg
- Cattleya amethystoglossa Linden & Rchb.f. ex R.Warner
- Cattleya angereri (Pabst) Van den Berg
- Cattleya aracuaiensis (Campacci & E.L.F.Menezes) Van den Berg
- Cattleya araguaiensis Pabst
- Cattleya aromatica (Rosim & E.L.F.Menezes) Van den Berg
- Cattleya bicalhoi Van den Berg
- Cattleya bicolor Lindl.
- Cattleya blumenscheinii (Pabst) Van den Berg
- Cattleya boissieri R.Hogg
- Cattleya bradei (Pabst) Van den Berg
- Cattleya briegeri (Blumensch. ex Pabst) Van den Berg
- Cattleya campaccii (P.A.Harding & Bohnke) J.M.H.Shaw
- Cattleya caulescens (Lindl.) Van den Berg
- Cattleya cernua (Lindl.) Van den Berg
- Cattleya cinnabarina (Bateman ex Lindl.) Van den Berg
- Cattleya coccinea Lindl.
- Cattleya colnagoi (Chiron & V.P.Castro) Van den Berg
- Cattleya conceicionensis (V.P.Castro & Campacci) Van den Berg
- Cattleya crispa Lindl.
- Cattleya crispata (Thunb.) Van den Berg
- Cattleya cruziana (V.P.Castro & E.L.F.Menezes) Van den Berg
- Cattleya diamantinensis (V.P.Castro & Marçal) J.M.H.Shaw
- Cattleya dichroma Van den Berg
- Cattleya dormaniana (Rchb.f.) Rchb.f.
- Cattleya dowiana Bateman & Rchb.f.
- Cattleya elongata Barb.Rodr.
- Cattleya endsfeldzii (Pabst) Van den Berg
- Cattleya esalqueana (Blumensch. ex Pabst) Van den Berg
- Cattleya flavasulina (F.E.L.Miranda & K.G.Lacerda) Van den Berg
- Cattleya forbesii Lindl.
- Cattleya fournieri (Cogn.) Van den Berg
- Cattleya gaskelliana (N.E.Br.) B.S.Williams
- Cattleya ghillanyi (Pabst) Van den Berg
- Cattleya gloedeniana (Hoehne) Van den Berg
- Cattleya grandis (Lindl.) A.A.Chadwick
- Cattleya granulosa Lindl.
- Cattleya guaicuhyensis (Rosim) Van den Berg
- Cattleya guanhanensis (Campacci) Van den Berg
- Cattleya guttata Lindl.
- Cattleya haroldoi (V.P.Castro & E.L.F.Menezes) Van den Berg
- Cattleya harpophylla (Rchb.f.) Van den Berg
- Cattleya harrisoniana Bateman ex Lindl.
- Cattleya havenithii (Campacci & E.L.F.Menezes) Van den Berg
- Cattleya hegeriana (Campacci) Van den Berg
- Cattleya hispidula (Pabst & A.F.Mello) Van den Berg
- Cattleya hoehnei Van den Berg
- Cattleya intermedia Graham ex Hook.
- Cattleya iricolor Rchb.f.
- Cattleya itambana (Pabst) Van den Berg
- Cattleya jenmanii Rolfe
- Cattleya jongheana (Rchb.f.) Van den Berg
- Cattleya kautskyana (V.P.Castro & Chiron) Van den Berg
- Cattleya kerrii Brieger & Bicalho
- Cattleya kettieana (Pabst) Van den Berg
- Cattleya kleberi (F.E.L.Miranda) Van den Berg
- Cattleya labiata Lindl.
- Cattleya lawrenceana Rchb.f.
- Cattleya liliputana (Pabst) Van den Berg
- Cattleya lobata Lindl.
- Cattleya locatellii (F.E.L.Miranda) Van den Berg
- Cattleya loddigesii Lindl.
- Cattleya longipes (Rchb.f.) Van den Berg
- Cattleya lourdesiana (V.P.Castro) Van den Berg
- Cattleya lueddemanniana Rchb.f.
- Cattleya luetzelburgii Van den Berg
- Cattleya lundii (Rchb.f. & Warm.) Van den Berg
- Cattleya luteola Lindl.
- Cattleya mantiqueirae (Fowlie) Van den Berg
- Cattleya marcaliana (Campacci & Chiron) Van den Berg
- Cattleya maxima Lindl.
- Cattleya mendelii Dombrain
- Cattleya milleri (Blumensch. ex Pabst) Van den Berg
- Cattleya mirandae (K.G.Lacerda & V.P.Castro) Van den Berg
- Cattleya mireileana E.L.F.Menezes, Giordani & J.C.R.Mendes
- Cattleya mooreana Withner, Allison & Guenard
- Cattleya mossiae C.Parker ex Hook.
- Cattleya munchowiana (F.E.L.Miranda) Van den Berg
- Cattleya neocardimii (Rosim) Van den Berg
- Cattleya neokautskyi Van den Berg
- Cattleya neozaslawskii Van den Berg
- Cattleya nevesiana (V.P.Castro & K.G.Lacerda) J.M.H.Shaw
- Cattleya nevesii (Campacci) J.M.H.Shaw
- Cattleya nobilior Rchb.f.
- Cattleya novyi (E.L.F.Menezes) Van den Berg
- Cattleya pabstii (F.E.L.Miranda & K.G.Lacerda) Van den Berg
- Cattleya pendula (R.C.Mota, P.L.Viana & K.G.Lacerda) Van den Berg
- Cattleya percivaliana (Rchb.f.) O'Brien
- Cattleya perrinii Lindl.
- Cattleya pfisteri (Pabst & Senghas) Van den Berg
- Cattleya porphyroglossa Linden & Rchb.f.
- Cattleya praestans (Rchb.f.) Van den Berg
- Cattleya presidentensis (Campacci) Van den Berg
- Cattleya pumila Hook.
- Cattleya purpurata (Lindl. & Paxton) Rollisson ex Lindl.
- Cattleya pygmaea (Pabst) Van den Berg
- Cattleya quadricolor B.S.Williams
- Cattleya reginae (Pabst) Van den Berg
- Cattleya rex O'Brien
- Cattleya rupestris (Lindl.) Van den Berg
- Cattleya sanguiloba (Withner) Van den Berg
- Cattleya schilleriana Rchb.f.
- Cattleya schofieldiana Rchb.f.
- Cattleya schroederae (Rchb.f.) Sander
- Cattleya sincorana (Schltr.) Van den Berg
- Cattleya storeyi H.G.Jones
- Cattleya tenebrosa (Rolfe) A.A.Chadwick
- Cattleya tenuis Campacci & Vedovello
- Cattleya tereticaulis (Hoehne) Van den Berg
- Cattleya tigrina A.Rich.
- Cattleya trianae Linden & Rchb.f.
- Cattleya vandenbergii Fraga & Borges
- Cattleya vasconcelosiana (Campacci) Van den Berg
- Cattleya velutina Rchb.f.
- Cattleya verboonenii (F.E.L.Miranda) Van den Berg
- Cattleya violacea (Kunth) Lindl.
- Cattleya virens (Lindl.) Van den Berg
- Cattleya viridiflora (Verola & Semir) Van den Berg
- Cattleya walkeriana Gardner
- Cattleya wallisii (Linden) Rollisson
- Cattleya warneri T.Moore ex R.Warner
- Cattleya warscewiczii Rchb.f.
- Cattleya wittigiana (Barb.Rodr.) Van den Berg
- Cattleya xanthina (Lindl.) Van den Berg

Hybrydy
- Cattleya × adrienne (Rolfe) Van den Berg
- Cattleya × albanensis (Rolfe) Van den Berg
- Cattleya × amanda (Rchb.f.) Van den Berg
- Cattleya × amoena God.-Leb.
- Cattleya × binotii (Cogn.) Van den Berg
- Cattleya × brasiliensis Klinge
- Cattleya × britoi (K.G.Lacerda & V.P.Castro) Van den Berg
- Cattleya × brymeriana Rchb.f.
- Cattleya × calimaniana Campacci
- Cattleya × calimaniorum Chiron & V.P.Castro
- Cattleya × carassana (Pabst) Van den Berg
- Cattleya × cattleyioides (A.Rich.) Van den Berg
- Cattleya × cipoensis (Pabst) Van den Berg
- Cattleya × colnagiana L.C.Menezes
- Cattleya × cristinae (F.E.L.Miranda & K.G.Lacerda) Van den Berg
- Cattleya × cypheri (Rolfe) Van den Berg
- Cattleya × dasilvae Campacci & Rosim
- Cattleya × dayana Rolfe
- Cattleya × delicata (Rolfe) J.M.H.Shaw
- Cattleya × dolosa (Rchb.f.) Rchb.f. ex É.Morren
- Cattleya × dolteana (Rosim) Van den Berg
- Cattleya × dukeana Rchb.f.
- Cattleya × duveenii Pabst & A.F.Mello
- Cattleya × edmarxii Campacci & Deusvando
- Cattleya × elegans C.Morren
- Cattleya × ericoi (V.P.Castro) Van den Berg
- Cattleya × espirito-santensis (Pabst) J.M.H.Shaw
- Cattleya × feldmanniana (F.E.L.Miranda & K.G.Lacerda) Van den Berg
- Cattleya × fidelensis (Pabst) Van den Berg
- Cattleya × frankeana Rolfe
- Cattleya × gaezeriana Campacci
- Cattleya × gerhard-santosii (Pabst) Van den Berg
- Cattleya × gottoana (G.Gordon) J.M.H.Shaw
- Cattleya × gransabanensis Senghas
- Cattleya × gravesiana Pitcher & Manda
- Cattleya × hardyana Swan
- Cattleya × heitoriana (Campacci) Van den Berg
- Cattleya × hummeliana L.C.Menezes & V.P.Castro
- Cattleya × hybrida J.J.Veitch
- Cattleya × imperator Rolfe
- Cattleya × intricata Rchb.f.
- Cattleya × irrorata (Rchb.f.) H.Low
- Cattleya × isaacii (Rolfe) J.M.H.Shaw
- Cattleya × isabellae Rchb.f.
- Cattleya × itabapoanaensis V.P.Castro & D.Motte
- Cattleya × jacintoana (E.L.F.Menezes & Rosim) J.M.H.Shaw
- Cattleya × jetibaensis (V.P.Castro & G.F.Carr) Van den Berg
- Cattleya × joaquiniana F.E.L.Miranda
- Cattleya × kautskyi Pabst
- Cattleya × kerchoveana Cogn.
- Cattleya × labendziana L.C.Menezes & Braem
- Cattleya × laurae (Rosim) J.M.H.Shaw
- Cattleya × leeana (Rchb.f.) J.M.H.Shaw
- Cattleya × lilacina (F.A.Philbrick ex A.H.Kent) Van den Berg
- Cattleya × lucieniana Rchb.f.
- Cattleya × macguiganii J.M.H.Shaw
- Cattleya × marciae (Campacci) J.M.H.Shaw
- Cattleya × measuresii Rchb.f.
- Cattleya × mendonciana (Campacci) Van den Berg
- Cattleya × mesquitae L.C.Menezes
- Cattleya × mingaensis (V.P.Castro & K.G.Lacerda) J.M.H.Shaw
- Cattleya × mixta L.C.Menezes
- Cattleya × moduloi L.C.Menezes
- Cattleya × montisaliancae (Campacci) Van den Berg
- Cattleya × mucugensis (F.E.L.Miranda) Van den Berg
- Cattleya × neocalimaniana Van den Berg
- Cattleya × neocalimaniorum Van den Berg
- Cattleya × neoreginae Van den Berg
- Cattleya × nesyana (Campacci & Deusvando) J.M.H.Shaw
- Cattleya × occhioniana (Brade) Van den Berg
- Cattleya × odiloniana (V.P.Castro & L.C.Menezes) J.M.H.Shaw
- Cattleya × patrocinii St.-Lég.
- Cattleya × picturata Rchb.f.
- Cattleya × pittiana O'Brien
- Cattleya × porphyritis (Rchb.f.) Van den Berg
- Cattleya × raganii (F.E.L.Miranda & K.G.Lacerda) Van den Berg
- Cattleya × resplendens Rchb.f.
- Cattleya × rigbyana (Pabst) Van den Berg
- Cattleya × ruschii (V.P.Castro) J.M.H.Shaw
- Cattleya × sancheziana Hoehne
- Cattleya × schroederiana Rchb.f.
- Cattleya × schunkiana Campacci
- Cattleya × schunkii V.P.Castro
- Cattleya × sgarbii (Ruschi) Van den Berg
- Cattleya × sororia Rchb.f.
- Cattleya × tenuata V.P.Castro & Campacci ex Braem
- Cattleya × tresederiana (Rchb.f.) Loncke
- Cattleya × varelae V.P.Castro & Cath.
- Cattleya × venosa Rolfe
- Cattleya × verelii (Rolfe) Van den Berg
- Cattleya × victoria-regina Anon.
- Cattleya × victoriacarolinae (Campacci & C.R.Espejo) J.M.H.Shaw
- Cattleya × wetmorei (Ruschi) Fraga & A.P.Fontana
- Cattleya × whitei Rchb.f.
- Cattleya × wilsoniana Rchb.f.
- Cattleya × wyattiana (Rchb.f.) Van den Berg
- Cattleya × zaslawskii (L.C.Menezes) Van den Berg
- Cattleya × zayrae V.P.Castro & Cath.